# チーム・ボク
チーム・ボクは、日本のプロレス団体DRAGON GATEにかつて存在したユニットである。

## 概要

### 2020年
9月21日、大田区総合体育館大会にて金網戦で負け残ったビッグR清水がR・E・Dを追放され、リングネームをかつての「リョーツ清水」に戻す。その後10月4日に土井成樹、斎藤了と共に新ユニット「チーム・ボク」を結成。7日の後楽園ホール大会にて、結成以来勧誘を続けていたパンチ富永がメンバーに加わった。
11月3日の大阪府立体育会館大会にて清水、土井、富永が吉田隆司、KAZMA SAKAMOTO、小舩賢登とオープン・ザ・トライアングル・ゲート王座を懸けて戦うも敗北。清水は「リョーツ」のリングネームを剥奪され、「ボックR清水」に改名した。
12月2日の後楽園大会にて清水がリングネームを「ボクティモ・ドラゴン」に改名。コスチュームもウルティモ・ドラゴンを模したものに変化し、後にウルティモ本人からも公認された。27日の神戸サンボーホール大会にて、土井がR・E・Dの面々から古傷を抱える右肘を集中攻撃され長期欠場が決定した。

### 2021年
1月13日の後楽園大会にてボクティモ&ウルティモVS斎藤&富永のスペシャルタッグマッチが行われ、ボクティモ&ウルティモが勝利した。　
4月9日の後楽園大会にてボクティモがディアマンテとのマスカラ・コントラ・マスカラ戦に敗北し、マスクを剥がれた。また同日のメイン戦にて土井が復帰したが、8月1日で引退する吉野正人のサポートに徹するため、チームからの離脱を表明した。その後、22日の神戸大会にて富永が奥田啓介の持つオープン・ザ・ブレイブゲート王座に挑戦するも敗北。この試合後にセコンドに着いていた斎藤がボクティモのマスクが剥がれ、土井も離脱したことなどを理由に解散を宣言する。ボクティモと富永は戸惑っていたものの最終的には受け入れ、最後は3人で決め台詞の「オイーッス！！」を叫んで解散となった。

## メンバー
- ボクティモ・ドラゴン（リーダー）
- 斎藤了
- パンチ富永

## 元メンバー
- 土井成樹（2021年4月9日離脱）